# U Štupartů
U Štupartů je klasicistně secesní hotel čp. 647/I na Starém Městě v Praze na rohu ulic Jakubská (č. 2) a Malá Štupartská (č. 4). Stojí naproti kostelu sv. Jakuba Většího.

## Historie
Dům převzal označení po zbořeném tříkřídlém středověkém domě, který býval palácem královny Elišky Přemyslovny (v tomto "Dvoře králové" se možná narodil Karel IV.), později byl dán markrabatům míšeňským a ještě později v něm sídlil hostinec. Novostavba byla postavena v letech 1911–1912. Stavba byla pojmenována po rytíří Petru Štupartu z Lowenthalu. V rámci asanace bylo 21. března 1911 schváleno rozparcelování původního pozemku na čtyři staveniště (čp. 647, 744, 745 a 746) a 3. listopadu 1911 byla schválena stavba. Soupisná komise památek požadovala v novostavbě zachování původního portálu, to však nebylo schváleno. V únoru a březnu 1912 bylo povoleno vystavět částečné 4. patro a 28. října 1912 bylo schváleno užívání stavby. V roce 1930 bylo drobně upraveno podkroví a v roce 1951 bylo přízemí upraveno na školní jídelnu. Dnes v domě sídlí hudební klub a poradenská společnost NSG Morison.